# Acisanthera
Acisanthera es un género con 42 especies de plantas con flores pertenecientes a la familia Melastomataceae. Comprende 40 especies descritas y de estas, solo 15 aceptadas.

## Descripción
Son hierbas anuales o sufrutescentes perennes. Entrenudos cuadrados en corte transversal con los ángulos del tallo carinados o alados. Flores 4-5-meras, solitarias y axilares o en cimas terminales. Hipanto libre del ovario, delgado y papiráceo, subgloboso a anchamente campanulado; lobos del cáliz triangulares a oblongos. Pétalos prontamente caducos, obovados a suborbiculares, blancos a rosados. Estambres el doble de número que los pétalos, dimorfos; anteras obovoides a subuladas, anchamente truncadas a atenuadas apicalmente, el conectivo de las anteras grandes prolongándose por debajo de las tecas y variadamente modificado ventralmente en la base hacia 2 apéndices cortos redondeados o linear-oblongos, el conectivo de las anteras pequeñas más corto, con apéndices proporcionalmente más pequeños. Ovario 2(-3)-locular (en Mesoamérica), libre, el ápice glabro. Fruto en cápsula de paredes delgadas; semillas 0.5-0.75 mm, típicamente reniformes a subcocleadas, diminutamente foveoladas.

## Distribución
Se encuentra desde el sur de México a Bolivia y Argentina, y las Antillas.

## Taxonomía
El género fue descrito por Patrick Browne y publicado en The Civil and Natural History of Jamaica in Three Parts 217. 1756. La especie tipo es Acisanthera erecta Gleason. 

## Especies aceptadas
A continuación se brinda un listado de las especies del género Acisanthera aceptadas hasta febrero de 2013, ordenadas alfabéticamente. Para cada una se indica el nombre binomial seguido del autor, abreviado según las convenciones y usos:
- Acisanthera alata Cogn.
- Acisanthera alsinaefolia (DC.) Triana
- Acisanthera bivalvis (Aubl.) Cogn.
- Acisanthera crassipes (Naudin) Wurdack
- Acisanthera genliseoides (Hoehne) Wurdack
- Acisanthera hedyotoidea Triana
- Acisanthera limnobios (DC.) Triana
- Acisanthera nana Ule
- Acisanthera paraguayensis (Hook. f.) Cogn.
- Acisanthera punctatissima (DC.) Triana
- Acisanthera quadrata Pers.
- Acisanthera recurva (Rich.) Triana
- Acisanthera tetraptera (Cogn.) Gleason
- Acisanthera uniflora (Vahl) Gleason
- Acisanthera variabilis (DC.) Triana